# Resolució 207 del Consell de Seguretat de les Nacions Unides
La Resolució 207 del Consell de Seguretat de les Nacions Unides, aprovada per unanimitat el 10 d'agost de 1965 després d'haver rebut un informe del Secretari General en què es va afirmar que els esdeveniments recents a Xipre havien augmentat la tensió a l'illa, el Consell va reafirmar la seva resolució 186 i va instar a totes les parts a evitar qualsevol acció que pugui agreujar la situació.